# جون هارفي لوري
جون هارفي لوري (بالإنجليزية: John Harvey Lowery)‏ هو طبيب أمريكي، ولد في 18 أكتوبر 1860 في بلاكيومين في الولايات المتحدة، وتوفي في 25 سبتمبر 1941.